# Czaszka z palącym się papierosem
Czaszka z palącym się papierosem (hol. Kop van een skelet met brandende sigaret, ang. Skull with Burning Cigarette) – obraz Vincenta van Gogha namalowany na przełomie 1885/1886 podczas pobytu artysty w Antwerpii. 
Numer katalogowy: F 212, JH 999.

## Historia
Czaszka z palącym się papierosem jest bez wątpienia jednym z najbardziej makabrycznych obrazów van Gogha, a zarazem jedną z jego najbardziej wyróżniających się prac z okresu pobytu w Antwerpii. To dziwne, surrealistyczne dzieło jest zupełnie niepodobne do jego innych prac.
Obraz powstał przypuszczalnie na podstawie studium szkieletu podczas lekcji anatomii, kiedy artysta studiował sztukę na antwerpskiej Akademii Sztuk Pięknych (hol. Koninklijke Academie voor Schone Kunsten van Antwerpen). Zdaje się to potwierdzać szkic Wiszący szkielet i kot z tego samego okresu.
Stan zdrowia artysty był wówczas zły (dolegliwości żołądkowe, psujące się zęby). Van Gogh podejmując ten temat mógł się ponadto inspirować podobnymi pracami belgijskiego malarza Féliciena Ropsa i, być może, obrazami własnego rodaka Herculesa Seghersa.